# Primrose League
Primrose League (engelska, "Gullviveförbundet") var en engelsk politisk organisation för spridande av konservativa idéer bland befolkningens breda lager. Förbundet bildades 17 november 1883 av lord Randolph Churchill, sir Henry Drummond Wolff, sir John Eldon Gorst och sir A. Slade, de tre förstnämnda tillhörande det s.k. "fjärde partiet". Förbundet förblev verksamt till 1960-talet.
Namnet togs efter gullvivan, som uppgavs ha varit lord Beaconsfields älsklingsblomma och till dennes minne i konservativa kretsar bars på årsdagen av hans död. Idén att agitatoriskt utnyttja denna hyllning kom från Wolff, som även utarbetade planen för det nya förbundets organisation efter mönstret av Orangelogerna på Irland och med skickligt tillgodogörande av den bland de breda lagren rådande förkärleken för att bära varjehanda emblem och förbundsmedlemsmärken. Som förbundets syfte angavs "upprätthållandet av religionen, rikets författningsinstitutioner och rikstankens utveckling inom det brittiska väldet"; förbundets motto var Imperium et libertas ("rike och frihet"). Det bestod av en mängd lokala avdelningar eller loger (habitations), i sista hand styrda av "stora rådet" (the grand council).
Olika grader av medlemskap fanns ("squire", "knight harbinger", "knight companion", "knight imperial"), och i spetsen för förbundet stod en stormästare. En kvinnoavdelning fanns sedan 1885 under ledning av ett särskilt råd, "Ladies' grand council". Mycken uppmärksamhet ägnades föreningsemblem och gradbeteckningar. 
Först förlöjligades organisationsformerna rätt allmänt, men inom kort vann förbundet mycket stor utbredning och erhöll redan 1884 den i början misstänksamma konservativa partiledningens officiella understöd. Lord Salisbury blev då förbundets stormästare (senare innehade lord Curzon denna post). Under den första home rule-striden vann förbundet livlig anslutning. Vid 1886 års utgång var antalet loger 1 200 och medlemsantalet 237 283 personer. 1910 var logerna 2 645 och antalet medlemmar över 2 miljoner.
Förbundet verkade genom intensiv agitation i det konservativa partiets tjänst, varvid huvudvikten lades på ett socialt närmande mellan högre och lägre samhällsklasser. Konserter, baler och aftonunderhållningar anlitades därvid skickligt som medel, och förbundet bidrog verksamt att mellan valen bibehålla och vidga den kontakt med valmansmassorna, som i valtider uppstått genom den personliga partiagitationen ("the canvassing"). Därigenom blev det även en kraftigt verkande hävstång för lord Randolph Churchills ledande politiska idé, det konservativa partiets demokratisering.
Förbundets årsbok bar namnet "The Primrose league manual".